# Miniarboretum Hukvaldy
Miniarboretum Hukvaldy bylo založeno na jaře roku 2000 na ploše 360 m², se zbytky oborní zdi patřící k hradu Hukvaldy z roku 1720. Nachází se v okrese Frýdek-Místek v Moravskoslezském kraji. Miniarboretum se nachází na severozápadním svahu pod hradem Hukvaldy, v nadmořské výšce 400 m n. m. V miniarboretu se pěstuje mj. 8 druhů bambusů, klanopraška čínská, pajehličník přeslenatý, aktinidie význačná, Actinidia colomicta, Actinidia chinensis, blahočet chilský, jinan dvoulaločný, japonské javory (Acer palmatum cv. Atropurpureum, Acer palmatum ′disectum′), modřín opadavý, bříza bělokorá, borovice osinatá, borovice kleč, tisovec, rododendrony, sakury, korejská jedle (Abies koreana), ostrolistec (Cuninghamia lanceolata), muďoul trojlaločný, jedle ojíněná (Abies concolor), muchovník.
Součástí miniarboreta je i sbírka čarověníků. Miniarboretum, které je součástí tropic Hukvaldy (sbírkové skleníky tropických a subtropických rostlin), lze navštívit.